# François Amado
Pour les articles homonymes, voir Amado.
François Amado est un réalisateur et producteur français né en 1953.

## Biographie
François Amado a travaillé comme assistant opérateur et cadreur. Il a réalisé des émissions télévisées de 1981 à 1995, notamment Ça se discute sur France 2, Comment c'est fait ? sur France 3, et Canaille Peluche sur Canal +.
Depuis 1996, il produit des documentaires pour la société Paramonti Productions.

## Filmographie

### Cadreur
- 1982 : Qu'est-ce qui fait craquer les filles... de Michel Vocoret
- 1988 : The Arrogant de Philippe Blot
- 1989 : Suivez cet avion de Patrice Ambard
- 1989 : Le Crime d'Antoine de Marc Rivière
- 1989 : Mes meilleurs copains de Jean-Marie Poiré
- 1992 : Vieille Canaille de Gérard Jourd'hui

### Réalisateur
- 1991 : La Valise (César du meilleur court métrage documentaire)